# Limnebius murentius
Limnebius murentius är en skalbaggsart som beskrevs av Armand D'Orchymont 1945. Limnebius murentius ingår i släktet Limnebius och familjen vattenbrynsbaggar. Inga underarter finns listade i Catalogue of Life.